# Operación Gedeón (2018)
La Operación Gedeón (en referencia a los capítulos 6 a 12 del Libro de los Jueces de la Biblia) es el nombre código de un operativo militar-policial, apodado como masacre de El Junquito, que tuvo lugar el 15 de enero de 2018 en la Parroquia El Junquito del Distrito Capital de Venezuela, impulsado por Nicolás Maduro, que resultó en la desarticulación del grupo rebelde liderado por el policía e inspector sublevado del CICPC Óscar Pérez, en el marco del recrudecimiento de la crisis institucional, económica, política y social de Venezuela. El gobierno venezolano catalogó al grupo como una «célula terrorista» por tener en sus filas a diversos militantes que participaron en el ataque al Tribunal Supremo de Justicia en el 2017 y posteriormente en la sustracción de armas en el asalto al Fuerte de Paramacay.
Durante la madrugada del 15 de enero de 2018, fuerzas combinadas del  CONAS, SEBIN, DGCIM, GNB, FAES, PNB y Policaracas realizaron una operación en el sector de El Junquito, enfocándose en la localización de Óscar Pérez, líder del grupo y ex-inspector o del CICPC, quien meses antes había tenido participación en acciones comandos contra instituciones del gobierno.
El resultado del operativo fue la muerte de diez personas, incluyendo siete miembros del grupo liderado por Pérez, dos oficiales de la Policía Nacional Bolivariana y un líder de los colectivos. Esta acción generó reacciones diversas. Algunos movimientos y organizaciones, tanto nacionales como internacionales, describieron el suceso como una «masacre»  y/o «ejecución extrajudicial», especialmente en relación con la muerte de los miembros del grupo de Pérez. Por otro lado, seguidores del chavismo y el presidente Maduro expresaron su apoyo a las fuerzas del orden involucradas en la operación. En 2019, el periódico español ABC publicó fotografías de los cuerpos que sugerían heridas de bala a quemarropa, lo que avivó el debate sobre la naturaleza de las muertes durante el operativo."
A finales de 2023, la Comisión Interamericana de Derechos Humanos (CIDH) presentó un informe sobre los hechos ante la Corte Interamericana de Derechos Humanos.

## Antecedentes

### Ataque al Tribunal Supremo de Justicia (TSJ) de Venezuela
| No hubo daños colaterales porque eso fue lo planeado y porque no somos asesinos como usted, señor Nicolás Maduro, como usted, Diosdado Cabello, que hacen llorar todos los días a los hogares venezolanos.—Oscar Pérez, luego del Ataque al Tribunal Supremo de Justicia. |

El 27 de junio de 2017, luego de tres meses de protestas antigubernamentales en las que habían sido asesinadas 93 personas para la fecha, el presidente Maduro declaró que si su gobierno caía, él y sus seguidores utilizarían la fuerza para restablecer el gobierno bolivariano. Aquella tarde, se mostró un vídeo mostrando a hombres con rifles de asalto flanqueando a Oscar Pérez, un inspector policial del CICPC, la agencia de investigación criminal de Venezuela, declarando que «somos nacionalistas, patriotas, e institutionalistas. «Esta lucha no es con el resto de las fuerzas estatales, es contra la tiranía de este gobierno».
Horas después de la liberación del vídeo, Pérez fue avistado pilotando un helicóptero de la CICPC sobre el Tribunal Supremo con una pancarta «desconociendo cualquier régimen, legislación o autoridad que contraríe los valores, principios y garantías democráticos o menoscabe los derechos humanos». Mientras el helicóptero se acercaba al Tribunal Supremo, fueron oídos tiroteos en el área
En cadena nacional de radio y televisión, el ministro de Comunicación Ernesto Villegas, señaló que la aeronave voló hasta el Ministerio de Interior en el centro de Caracas y «efectuó alrededor de 15 disparos contra la edificación», mientras en la terraza de ese organismo se realizaba un «agasajo» con unas 80 personas. Luego, se dirigió a la sede del Poder Judicial donde «fueron efectuados disparos y lanzadas al menos tres granadas sonoras, de origen colombiano y fabricación israelí, de las cuales una no estalló y fue colectada». Poco después, se denunció que la Guardia Nacional Bolivariana asaltó la Asamblea Nacional, cuerpo legislativo de mayoría opositora. Maduro, quien se encontraba en una actividad por la conmemoración del Día del Periodista, ordenó el cierre del Palacio de Miraflores, ubicado en Caracas, Venezuela.
Más tarde efectivos de la Brigada de Acciones Especiales del CICPC se dirigieron al Aeropuerto La Carlota, donde habría aterrizado el helicóptero tras el ataque, para intentar detener a los perpetradores del ataque, sin conseguirlo. Más tarde, el Instituto Nacional de Aeronáutica Civil suspendió todos los vuelos a nivel nacional. El helicóptero utilizado en el ataque fue encontrado en la zona norte costera del Estado Vargas, en la localidad de Osma, según informó el vicepresidente Tareck El Aissami.

## Enfrentamiento

### Desarrollo
El 15 de enero de 2018 el ejército venezolano y la Guardia Nacional lanzaron una operación después de descubrir la ubicación de Óscar Pérez, quien se refugiaba en una casa en el kilómetro 16 de la parroquia El Junquito de Caracas. Entre las 4:00 y las 4:30 AM HLV alrededor de 500 efectivos de seguridad, entre militares y policías, acordonaron y se acercaron a la casa. A las 6:46 AM HLV, Pérez afirmó en un video que su grupo había sido atacado, aunque mencionó que habían negociaciones en marcha. A medida que fue transcurriendo la mañana el funcionario sublevado subió varios vídeos a las redes sociales mostrando intención de entregarse a las autoridades policiales, sin embargo continuaban disparando.

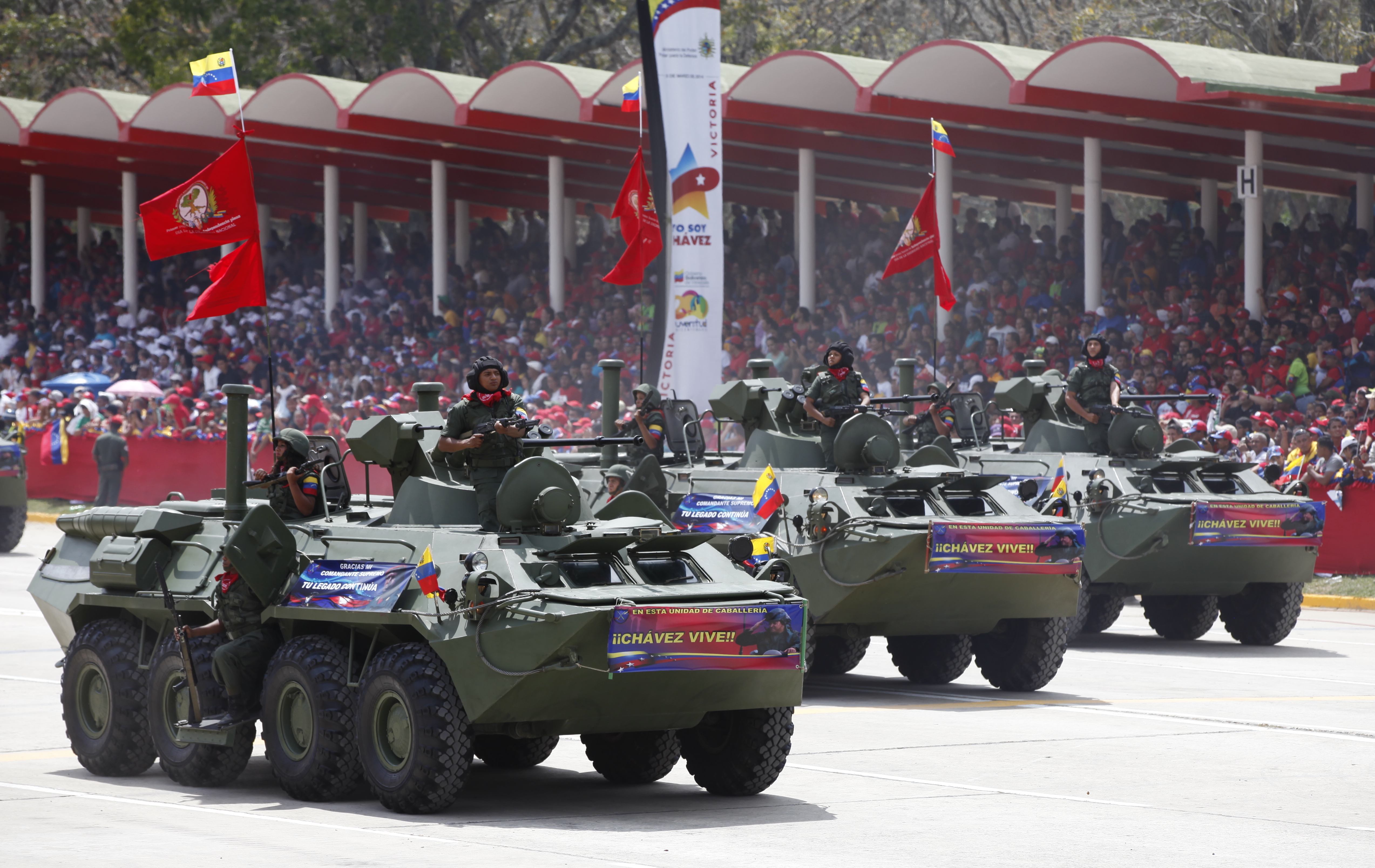
BTR-80As similares a los usados durante la operación

Alrededor de las 8:30 AM HLV se produjo un tiroteo entre ambos bandos; no se conoce con certeza quién inició el tiroteo, pero ambas partes se culparon mutuamente por comenzar con las hostilidades. Pérez y su equipo se resistieron inicialmente al ataque, pero al reconocer que estaban rodeados Pérez intentó rendirse para salvar las vidas de los rebeldes al igual que de la familia viviendo en la casa. Alrededor de las 9:07 HLV las tropas empezaron a disparar lanzacohetes hacia el escondite del grupo. Pérez luego publicó un video en las redes sociales mostrando su cara cubierta de sangre declarando que los funcionarios no habían parado de atacar al grupo y que solo tenían órdenes de matarlos, a pesar de que Pérez gritó que se iban a entregar y que cesaran el fuego. Durante el enfrentamiento Pérez contactó a varias personas por teléfono, incluyendo a su exjefe del CICPC pidiéndole que enviara personal del fiscal general, que los medios de comunicación ofrecieran cobertura al enfrentamiento y que se le ofreciera una ruta para una rendición segura.
Finalmente, las fuerzas de seguridad usaron un BTR-80A durante el ataque, un transporte blindado de personal anfibio de fabricación rusa. El vehículo entró a la urbanización Araguaney, donde la operación se llevó a cabo, aproximadamente a las 11:35 AM HLV y llegó a su destino alrededor de las 11:45 AM HLV; un video grabado en el lugar sugiere que el BTR-80A abrió fuego contra la casa durante el ataque final.
Una investigación de Bellingcat y Forensic Architecture indica que Pérez y algunos miembros de su grupo armado murieron entre las 11:15 y 12:00 AM HLV. después de más de 2 horas de combate, Pérez y cinco de sus hombres: Daniel Enrique Soto Torres, Abraham Lugo Ramos, Jairo Lugo Ramos, José Alejandro Díaz Pimentel, Abraham Israel Agostini, murieron en el enfrentamiento y otros seis fueron arrestados. Su muerte fue confirmada un día después por la policía nacional el día siguiente. Dos días después se reportó que una mujer embarazada y un niño murieron durante enfrentamiento. Según los certificados oficiales de defunción, Pérez y sus compañeros presentaban heridas consistentes con disparos en la cabeza, con la excepción de uno, quien murió por una herida de bala en el cuello, especificando que las fueron provocadas por armas de fuego, causando traumatismo craneoencefálico severo.
Según el ministro de interior Néstor Reverol, durante la operación murieron dos funcionarios del FAES y siete más resultaron gravemente heridos. También informó que lograron hallar su ubicación por una fuga de información cuando días antes el grupo ofreció una entrevista a Fernando del Rincón en el canal estadounidense CNN en Español, información que fue cuestionada horas después por el mismo periodista, en conversación directa vía Skype, con un miembro del grupo de Pérez en Venezuela. Heiker Vásquez, líder del colectivo "Tres Raíces" de la parroquia 23 de Enero de Caracas, también murió en el enfrentamiento.
Las fuerzas de seguridad tuvieron un control precario sobre la operación y el operativo fue desorganizado [cita requerida]. Los videos grabados por los servicios de seguridad durante el ataque muestran a los oficiales riéndose y descargando sus armas en dirección al escondite. En las comunicaciones interceptadas entre las fuerzas de seguridad los oficiales gritaban repetidamente en sus radios cese de fuego o que moviesen los vehículos que bloqueaban el paso de otros contingentes, a menudo sin éxito; las conversaciones también muestran que una de las granadas propulsadas por lanzacohetes (RPG) disparadas por los funcionarios falló su blanco y casi impacta contra otro grupo de oficiales. Fuera del lugar donde ocurrieron los hechos se reportó que actuaron más de 600 efectivos, quienes trataban de controlar los grupos de civiles que se encontraban manifestando a favor de Pérez. Según cálculos realizados por el portal Caraota Digital, el operativo costó alrededor de 70.000 dólares.
Días después, el cuerpo de Pérez, siguió en la morgue de Bello Monte bajo custodia militar y se le permitió a su tía Aura Pérez y demás familiares poder reconocerlo, junto al de los demás miembros del grupo. La delegación de la comisión de la Asamblea Nacional que investiga el caso anunció que asumiría los gastos funerarios del grupo rebelde. Pérez presuntamente fue observado en la morgue con tres heridas de bala en la cabeza. El 20 de enero los cuerpos de Abraham Agostini y José Díaz Pimentel fueron trasladados sin autorización de los familiares desde la Morgue de Bello Monte hasta el Cementerio del Este, en Caracas, donde las autoridades efectuaron la inhumación sin actos velatorios y sin el respectivo consentimiento de sus familias. Los restos de Lisbeth Ramírez Mantilla; Soto Torres y los hermanos Lugo, fueron llevados a los estados Táchira y Zulia respectivamente para ser enterrados. El periodista Nelson Bocaranda informó que el coronel de la Guardia Nacional Bladimir Lugo, imputado por Luisa Ortega Díaz por agresión en contra de diputados, periodistas, manifestantes y mujeres, fue el encargado de trasladar el cuerpo de Óscar Pérez hasta el lugar de entierro en el cementerio del Cementerio del Este, en Caracas, y de cerrar los accesos para evitar el ingreso de y familiares y otras personas al sitio. Pérez fue sepultado el 21 de enero en el Cementerio del Este.
En 2019 el periódico español ABC publicó fotografías de los cadáveres de los rebeldes que sugerían heridas de bala a quemarropa y presuntas ejecuciones extrajudiciales.
Los operadores que dirigieron a los efectivos policiales fueron el Mayor Rafael Enrique Bastardo Mendoza (fallecido en 2024), el exdirector de las extintas Fuerzas de Acciones Especiales (FAES) junto al Mayor de la DGCIM Alexander Granko Arteaga. Rafael Bastardo y Alexander Granko fueron sancionados por Estados Unidos el 15 de febrero de 2019 por abusos de derechos humanos, represión y corrupción.

### Detenidos
En el hecho fueron capturadas seis personas, identificadas como:
- Joally Javier Deyon González, alias "El abuelo", vinculado al movimiento "Resistencia".
- Juan Carlos Urdaneta Marcano, alias "El tiro", vinculado a aspectos logísticos.
- Eva María Lugo, presunta financista.
- Laura Vanessa Ruiz Lugo, presunta financista.
- Antonio José Pérez Cisneros.
- William Alberto Aguado Sequera, propietario del vehículo donde se montó el material que sustrajeron perteneciente a la GNB en el asalto al Fuerte Paramacay; y de la casa donde se escondía el grupo.

### Fallecidos
En el lugar de los hechos fallecieron 10 personas, incluyendo siete integrantes del grupo rebelde, dos funcionarios policiales y un líder de un grupo perteneciente al "Colectivo Tres Raíces" de la Parroquia 23 de Enero.
Las víctimas fueron identificadas de la siguiente manera:
Por parte de las fuerzas de seguridad:
- Roger González (funcionario del FAES).[41]
- Andreu Garate (funcionario del FAES).
- Heiker Vásquez (integrante del "Colectivo Tres Raíces" de la parroquia 23 de Enero).[44]

Por parte del grupo armado:
- Óscar Alberto Pérez (funcionario sublevado del BAE).
- Daniel Soto Torres
- Abraham Lugo Ramos (funcionario sublevado de la GNB).
- Jairo Lugo Ramos (funcionario sublevado de la GNB).
- Abraham Israel Agostini
- José Díaz Pimentel (funcionario sublevado de la DGCIM).
- Lisbeth Andreína Ramírez Montilla

## Reacciones

### Nacionales

#### Oficialismo
- El presidente de Venezuela Nicolás Maduro, expresó:“Quiero reconocer a la PNB, GNB, al DGCIM, al SEBIN y a Reverol por el trabajo en equipo que acabó con este grupo que amenazó al país con acciones terroristas”[59]
- La ministra de Asuntos Penitenciarios, Iris Varela, tildó a los fallecidos de «terroristas» y expresó que ahora la oposición iba a empezar con la «llorantina».[60]
- El constituyente y vicepresidente del PSUV, Diosdado Cabello, quien, mofándose de las respuestas ante el suceso, acusó a la «derecha» de defender a Pérez, tildándolo de «terrorista».[60]
- El ministro para las Comunas, Aristóbulo Istúriz expresó: “no fue producto de que se buscara para matarlos, fue un enfrentamiento donde hubo muertos de lado y lado”.[61]
- El ministro para la Agricultura Urbana y comisario general del SEBIN, Freddy Bernal anunció que fueron “dado de bajas aquellos que levantaron la bandera contra la patria, contra las instituciones y el pueblo. Todo el que haga armas contra el pueblo se le responderá en iguales circunstancia”.[62]
- El constituyente y presentador del programa La hojilla transmitido por VTV, Mario Silva expresó: “A este muchacho le metieron en la cabeza de que él era un héroe, y un héroe de Cristo. Esa es una cosa terrible porque estamos hablando de fanatismo”.[63]
- Tarek William Saab, fiscal general de Venezuela, en rueda de prensa informó: Un grupo armado se alzó contra el Estado y dejó en luto a sus hogares. Es lamentable.[64]

#### Oposición

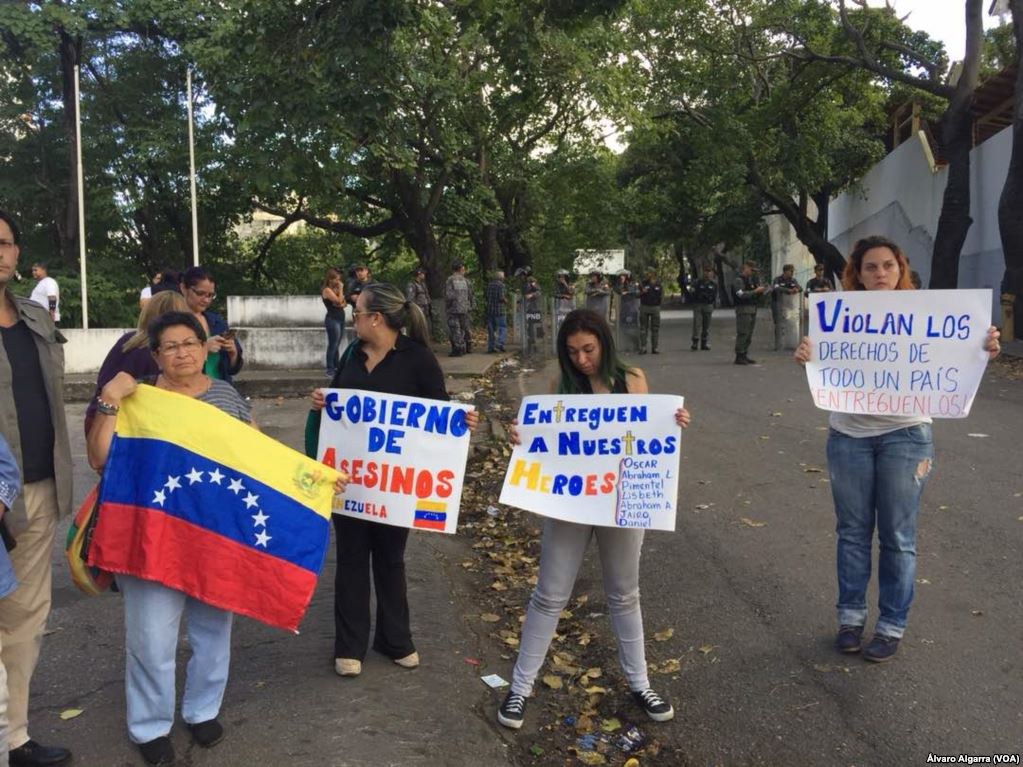
Numerosa protesta opositora cerca del sitio donde están enterrados los cuerpos de los disidentes.

- La Asamblea Nacional anunció la creación de una Comisión para investigar el caso.[65]
- El Tribunal Supremo de Justicia en el exilio rechazó las acciones de funcionarios del gobierno en la que fue asesinado el expolicía Oscar Pérez.[66]
- Distintas ONGs venezolanas como Foro Penal, Veppex y Venezuela Awareness denunciaron violaciones de derechos humanos en caso Óscar Pérez.[67][68]
- La coalición de partidos opositores Mesa de la Unidad Democrática (MUD) desmintió haber proporcionado información para su captura y condenó este hecho calificándolo como una «ejecución extrajudicial» explicando que las declaraciones de Néstor Reverol asegurando esto fue una de las razones por las cuales no participó en la reunión del 18 de enero en el proceso de diálogo entre la oposición y el gobierno.[69][70]
- La dirigente nacional de Vente Venezuela, María Corina Machado hizo un llamado a la rebelión nacional luego de conocerse el asesinato de Óscar Pérez.[71]
- El dirigente de Primero Justicia Henrique Capriles Radonski denunció una posible «ejecución extrajudicial» en el caso de Pérez e instó a los organismos de seguridad se investigue el hecho.[72]
- Antonio Ledezma exalcalde de Caracas condenó el operativo y calificó de ejecución el abatimiento de Óscar Pérez. Denunció que dicha ejecución estuvo a cargo y fue ordenada por Nicolás Maduro.[73]
- Henry Ramos Allup secretario general del partido Acción Democrática, expresó: Maduro ignoró adredre la masacre de El Junquito y asesinato de Óscar Pérez y acompañantes por parte de colectivos paramilitares del 23 de enero con complicidad BAE, CICPC.[74]
- Delsa Solórzano diputada por el partido Un Nuevo Tiempo calificó el hecho como "una violación de derechos humanos".[75]
- David Smolansky dirigente del partido Voluntad Popular calificó de “crimen de guerra” el asesinato de Óscar Pérez.[76]
- El dirigente del Movimiento Progresista de Venezuela, Simón Calzadilla denunció que "fue un acto absolutamente condenable y criminal. Estaban negociando su entrega y les dispararon con cohetes. Es una violación a los derechos humanos y tratados internacionales"[77]
- El secretario general del partido Avanzada Progresista, Luis Augusto Romero expresó: Es vergonzoso el silencio del Fiscal y del Defensor del Pueblo sobre el caso Oscar Pérez.[78]
- Luisa Ortega Díaz ex fiscal general de Venezuela, denunció que el operativo contra el ex CICPC fue una «ejecución extrajudicial» y manifestó que ya se estaría levantado todo un expediente con pruebas audiovisuales, sobre el caso del exfuncionario policial Óscar Pérez, el cual sería presentado como una prueba de violación de los derechos humanos ante la Corte Penal Internacional.[79][80]
- Miguel Rodríguez Torres ex ministro de Interior y Justicia y Paz consideró que el país tiene "muchas interrogantes" tras el operativo policial.[81]
- Rafael Ramírez expresidente de PDVSA, comentó: Todos vimos a Oscar Pérez pidiendo entregarse.[82]
- El presidente editor del diario El Nacional, Miguel Henrique Otero, denunció "que la muerte de Óscar Pérez fue asesinato de un opositor", tildando al mandatario venezolano Nicolás Maduro de "asesino".[83]
- La periodista de Globovisión, Alba Cecilia Mujica criticó el operativo al inicio de su programa Mujeres en todo[84] provocando su despido tras 18 años en la planta televisiva por parte de la directiva del canal.[85]
- Las negociaciones y diálogo entre MUD-Gobierno de Maduro, desarrolladas en Santo Domingo, República Dominicana, no se lograron.[86] El partido opositor emitió un comunicado al presidente Danilo Medina, donde exigieron al gobierno venezolano que aclare las declaraciones ofrecidas por el ministro Reverol sobre el caso de Pérez,[87] además de también informar que el debate no debe proseguir, con este clima de tensión que existe. Por último, la comisión opositora no asistió a la última reunión pautada para el 18 de enero de 2018 como una forma de protesta por el caso de Óscar Pérez.[88]
- La Iglesia católica venezolana catalogó de «masacre» lo ocurrido y pidió al Gobierno iniciar una investigación «objetiva» del hecho.[89]
- El 19 de enero Rafael Araujo, también conocido como el Señor Papagayo, se presentó a las afueras de la morgue de Bello Monte junto a un grupo de personas para solidarizarse con los familiares, expresando en su papagayo «El derecho a la vida es inviolable» e ilustrando los ojos de Óscar Pérez.[90]

### Internacionales
La prensa internacional, varios políticos y ciudadanos en el exterior calificaron el hecho con términos como «masacre» y «ejecución» y sancionaron las acciones por parte del ejecutivo nacional venezolano.
- Alemania: La revista alemana Der Spiegel a través de su diario Spiegel Daily calificó al presidente venezolano Nicolás Maduro como El Carnicero (en alemán: Der Schlächter) y como El Dictador de Venezuela, Maduro (en alemán: Venezuelas Machthaber Maduro) criticando su accionar en dichos acontecimientos y de cómo, de forma despiadada, el gobierno venezolano asesinó al grupo de personas en dicha operación; además de reseñar el historial de violaciones de derechos humanos cometidos en el país y a la crítica situación económica y alimentaria presente en Venezuela.[91]

- Bolivia: Jorge Quiroga, expresidente boliviano y líder de la oposición, en una entrevista en la televisión de aquel país, criticó fuertemente a Nicolás Maduro sobre la operación policial y militar que mató a Óscar Pérez, además de criticar al gobierno debido a la crisis económica y humanitaria por la que pasa el país. Lo también llamó lo gobierno de Maduro de una “narcotiranía” y dijo que “Maduro y su pandilla de ladrones que han destrozado Venezuela les espera un hamaca caliente en Cuba, o en una celda fría en La Haya en la CPI.”[92]

- Brasil: En Brasil, hubo protestas en las redes sociales contra la muerte de Óscar Pérez, a través de Facebook y Twitter, en la que hashtag "#Oscarperezheroedelpueblo" estuvo posicionada entre los primeros en el trending topic mundial. Políticos brasileños, como lo diputado federal y aspirante de la presidencia del Brasil Jair Bolsonaro y también los diputados federales Eduardo Bolsonaro (hijo de Jair Bolsonaro) y Fernando Francischini, también protestaron en sus redes sociales contra la acción de las fuerzas venezolanas que resultaron en la muerte de Pérez. El "Partido Nuevo" también protestó contra la operación de las fuerzas venezolanas.[93][94][95]

- Colombia: Algunos políticos y activistas protestaron contra la operación de las fuerzas venezolanas, entre los cuales, el expresidente de Colombia, Andrés Pastrana. El expresidente y el senador colombiano, Álvaro Uribe Vélez, también protestó en una entrevista contra la operación de las fuerzas venezolanas y contra el gobierno venezolano, que consideró "una dictadura socialista", y propuso medidas para solucionar la crisis humanitaria y económica en la frontera entre los dos países.[96][97]
- Ecuador: Representantes de la masonería en Ecuador, de la “Gran Logia de Ecuador”, emitió un comunicado este miércoles repudiando la muerte de Óscar Pérez, “uno de sus hermanos”. En un trecho del pronunciamiento oficial, se destaca que Pérez fue “ajusticiado extrajudicialmente” una vez que había rendido armas como quedó “dramáticamente documentado”.[98]
- España: En Madrid, un grupo de venezolanos se conglomeraron en la noche de ese día (hora local), para condenar el operativo efectuado por Maduro. Algunos con panfletos de «No más muertos» y otros opinando a los medios que el suceso fue un «ajusticiamiento».[99]

- Estados Unidos: El senador estadounidense del partido republicano Marco Rubio condenó el operativo realizado contra el expolicía Óscar Pérez y su equipo de rebeldes. Según Rubio: "Venezuela tiene una Constitución con la cual se debe cumplir, obviamente encubren estos sucesos. Parece que estos individuos se iban a rendir (…) Han matado a alguien que estaba dispuesto a entregarse pacíficamente después de un enfrentamiento”. El ex-embajador de Estados Unidos en Venezuela Otto Reich también lamentó el hecho e indicó que la situación de Venezuela es muy similar a la de Cuba. Para el, "El gobierno de Cuba manejó la represión en Venezuela, trató de manejar también la economía, pero eso es como un ciego tratando de guiar a otro ciego. (…) Y ahora lo que están haciendo es ayudando al gobierno de Maduro a matar a los venezolanos.”[100]
- Francia: En París hubo una manifestación de estudiantes liceales y universitarios criticando el operativo represivo en el que fue matado Oscar Pérez, junto a su grupo. Casi toda la prensa francesa (Le Monde, Paris Match, etc.) fue muy crítica en contra de Maduro.[101]

- Guatemala: La politóloga, presentadora de televisión y locutora de radio guatemalteca, Gloria Álvarez, también protestó en las redes sociales y en sus programas contra la acción de las fuerzas venezolanas.[102]
- Italia: En Roma y Milán, grupos de venezolanos se congregaron para condenar la llamada "Masacre del Junquito" donde fueron asesinados Oscar Pérez y seis de su grupo, incluyendo una muchacha que estaba embarazada.[103] La principal prensa italiana (Corriere della Sera, La Stampa, Repubblica, Il Giornale, etc..) destacó en primera plana lo acaecido por varios días.[104]

- Paraguay: Representantes de la masonería en Paraguay, a Gran Logia Simbólica del Paraguay (GLSP), también emitieron un comunicado condenando la muerte del también masón venezolano Óscar Pérez y José Alejandro Díaz, que clasificaron de un "asesinato" y afirmaron que "(...)fueron abatidos cobardemente durante el operativo policial venezolano a pesar de haber expresado la rendición previa a sus muertes según se observan en videos que fueron viralizados en las redes sociales".[105]

- Uruguay: El Partido Colorado se pronunció sobre un lamentable hecho de las últimas horas en el ámbito internacional, repudiando el asesinato de Oscar Pérez en Venezuela. Según el pasaje del pronunciamiento oficial: “El Comité Ejecutivo Nacional (CEN) del Partido Colorado desea expresar su indignación y repudio ante el asesinato del Sr. Oscar Pérez y otras seis personas, por parte de las fuerzas de seguridad del estado venezolano. (...) No dudamos en calificar estos asesinatos como crímenes de lesa humanidad, de los cuales el dictador Nicolás Maduro y sus secuaces deberán hacerse cargo. Compartiendo la opinión de la organización internacional de DD.HH. Human Rights Watch, estos ajusticiamientos nos recuerda a las peores épocas de crueldad de las dictaduras latinoamericanas de los años 70 y 80. Finalmente, exhortamos al gobierno nacional, a través de la Cancillería, a repudiar estos hechos con vehemencia, y así honrar la rica tradición del Uruguay de defensa de la libertad y los derechos humanos."[106]

### Organizaciones internacionales
- Organización de los Estados Americanos: El secretario general Luis Almagro anunció que denunciará el hecho ante la Corte Penal Internacional, ya que a su juicio el caso debe ser atendido por la justicia internacional.[107]
- Comisión Interamericana de Derechos Humanos: En diciembre de 2023, la CIDH presentó un informe sobre los hechos ante la Corte Interamericana de Derechos Humanos.[16][17]

### Organizaciones no gubernamentales
- Amnistía Internacional: Denunció el 18 de enero de 2018, lo que consideró una ejecución ilegal del piloto rebelde Óscar Pérez en Venezuela por fuerzas de seguridad del gobierno. Según la organización, el episodio levanta múltiples alarmas sobre violaciones graves de derechos humanos en el país del presidente Nicolás Maduro, incluyendo crímenes prohibidos por la legislación internacional. Según la nota de AI: "En la operación, los funcionarios utilizaron un arma militar que no sólo está diseñada para mater, pero también deja poco probabilidades de supervivencia, y el uso de esta arma puso en peligro la vida de las personas alrededor". La ONG también pidió una investigación urgente sobre la muerte de Pérez. Según Erika Guevara Rosas, Directora para las Américas de AI: "Es inaplazable que el gobierno venezolano garantice que las autoridades civiles realicen una investigación inmediata, imparcial, independiente y exhaustiva sobre el uso intencionalmente letal de la fuerza en esta operación, y demuestre que éste no fue un caso de ejecución extrajudicial. Tragalmente, esta no es la primera vez que las autoridades venezolanas justifican el uso letal de la fuerza, simplemente basándose en alegaciones de 'actividades criminales', dejando de lado el estado de derecho."[108][109]

- Human Rights Watch: Comparó el caso Óscar Pérez en Venezuela con las masacres de otras dictaduras latinoamericanas. El director de la organización para la región, José Miguel Vivanco, dijo que lo ocurrido en El Junquito le recuerda que «durante las dictaduras en Argentina y Chile, aparecían frecuentemente noticias sobre terroristas muertos en enfrentamientos y muchas veces se trataba de ajusticiamientos». Según la nota oficial, la organización «(...) condena el operativo destinado a ejecutar extrajudicialmente a Oscar Pérez, (...) el operativo habría ocasionado la muerte de unas nueve personas, al menos cinco de las cuales serían miembros del grupo de Pérez, y dos serían una mujer embarazada y un niño de 10 años que acompañaban al grupo de rebeldes».[110][111]